# Black English
Black English (bis 2014 NO) ist eine US-amerikanische Indie-Rock-Band.

## Geschichte
Die Gründungsmitglieder der Band, Bradley Hanan Carter, Sean Stentz, Ryan Lallier, Michael Walker und Reese Richardson, kannten sich aus der Highschool und gründeten 2010 gemeinsam die Band NO. 2013 stieß Simon Oscroft zur derzeit gültigen Besetzung hinzu. Im Februar 2014 veröffentlichten sie beim kanadischen Label Arts & Crafts ihr erstes Album El Prado, welches später in NO umbenannt wurde. Im August 2014 nannte die Band sich in Black English um. 2015 traten sie beim Musikfestival BottleRock Napa Valley auf.

## Diskografie
- 2014: El Prado/NO